# イェスゲン
イェスゲン・カトン（モンゴル語: Yesügen qatun, 生没年不詳）は、モンゴル帝国の創始者チンギス・カンの皇妃(カトン)の一人。ボルテ、クラン、イェスイに次ぐチンギス・カンの第4正夫人で、第3正夫人のイェスイは実の姉に当たる。
『元史』などの漢文史料では也速干（yĕsùgàn）、『集史』などのペルシア語史料ではییسوکان خاتون (yīsūkān khātūn) と記される

## 概要
『元朝秘史』によると、イェスイとイェスゲン姉妹はトトクリウト・タタル族の虜酋イェケ・チェレンの娘であった。イェケ・チェレンはチンギス・カンの庶弟ベルグテイからモンゴルによるタタル部侵攻作戦の事を聞き、あらかじめ砦にこもってタタルの諸氏族の間で最も長くチンギス・カンに抗した一族となった。最終的にイェケ・チェレンが敗れトトクリウト・タタルもチンギス・カンの支配下に入ると、チンギス・カンは投降してきたイェスゲンをその場で娶って妻とした。
ある時、イェスゲンはチンギス・カンに対して所在不明の姉のイェスイが「自らより気高く、王者たるに相応しい人物である」と述べ、興味を持ったチンギス・カンがもしイェスイが見つかり確かにイェスゲンより優れた女性であったならば妃(カトン)の位を譲るのか？と尋ねた所、イェスゲンはもしそうなれば位を譲りましょう、と答えたという。果たしてイェスイが見つかってチンギス・カンの御前に連れてこられると、イェスゲンは立ち上がってイェスイを自らの席に座らせ、自らは下座に座った。このようなイェスゲンの行動を評価したチンギス・カンはイェスゲンを改めて自らの妃(カトン)に迎え入れ、こうしてイェスイ・イェスゲン姉妹は他とは別格の妃として高い地位を誇るようになった。イェスイ、イェスゲン姉妹がチンギス・カンの妃として高い地位を得たことで、イェスゲンらの兄弟に当たるイェケ・クトクトやジョチもモンゴル帝国内で高い地位(千人隊長)を得ることが出来た。
また、『集史』「タタル部族志」はイェスイ、イェスゲンが「同じ骨(＝同じ氏族出身)」の生き残りの子供達を育てさせてほしいとチンギス・カンに嘆願し、これを聞いたチンギス・カンがクリとカラ・マングトという2人の男子を育てることを許したという逸話が伝えられている。この2名の子孫は後にイラン方面タンマチの指揮官としてイランに移住し、フレグ・ウルスにおいて高い地位を誇ることとなった。
『元史』后妃表はイェスゲンを第4オルドの長とする一方、『集史』「チンギス・ハン紀」后妃表は序列第３位にイェスゲンを挙げている。しかし、イェスゲンがイェスイに地位を譲ったとする『元朝秘史』の逸話を踏まえると、『元史』に従って第4オルドの長とするのが自然と考えられている。

## トトクリウト・タタル部チェレン家
- イェケ・チェレン（Yeke Čeren ＞也客扯連/yĕkèchĕlián,نکوز/nukūz）
  - 千人隊長イェケ・クトクト（Yeke Qutqt ＞یکه قوتوقوت/būtū gūrkān）
  - ジョチ（Jöči ＞جوچى/jūchī）
    - ジュルメ・キュレゲン（Jürme Küregen ＞جورمه گورکان/jūrme gūrkān）
    - ノクダン・カトン（Noqdan qatun ＞نوقدان خاتون/nūqdān khātūn）

  - イェスルン・カトン（Yesülün ＞也速/yĕsù,ییسولون/yīsūlūn）
  - イェスゲン・カトン（Yesügen ＞也速干/yĕsùgàn,ییسوکان/yīsūkān）